# 다리아 니콜로디
다리아 니콜로디(Daria Nicolodi, 1950년 6월 19일 ~ 2020년 11월 26일)는 이탈리아의 배우, 영화 각본가이다. 작곡가 알프레도 카셀라의 손녀이며, 영화감독 다리오 아르젠토와 슬하에 딸 아시아 아르젠토를 두고 있다. 다리오 아르젠토와 결혼하진 않았으나, 11~12년 동안 길게 교제한만큼 아르젠토의 많은 작품들에 출연하였다.

## 작품 목록
- 다리오 아르젠토 감독 작품
  - 딥 레드(1975)
  - 인페르노(1980)
  - 쉐도우(1982)
  - 페노미나(1985)
  - 의혹의 침입자(1987)
  - 눈물의 마녀(2007)
- 스칼렛 디바(2000)